# Codi Civil de l'Uruguai

Codi Civil de l'Uruguai.

El Codi Civil de l'Uruguai (castellà: Código Civil Uruguayo) va ser promulgat l'1 de gener de 1868. El 1995 va ser actualitzat, incorporant les modificacions legislatives posteriors.

## Característiques
Quant als mèrits del projecte realitzat per Eduardo Acevedo Maturana pot assenyalar-se: la creació i organització del Registre Civil, el qual secularitzava el matrimoni donant-li rang d'institució civil, secularitzava i reglamentava el judici de divorci, admetent el divorci per mutu consentiment i el per la sola voluntat de la dona, contenia normativa sobre la successió i disposicions que van permetre l'evolució de la jurisprudència uruguaiana en el sentit de les modernes concepcions jurídiques. Pel que fa a les crítiques més importants, s'assenyala el manteniment dels instituts de la mort civil i de presó per deutes.
El Codi va reemplaçar totes les lleis i costums que fins a la data no s'havien regit sobre les matèries que formen l'objecte d'aquest codi i comprenien tot el Dret privat, a excepció del dret mercantil que ja tenia el seu codi i a totes les disposicions de caràcter comú que no havien passat a formar part integrant d'una altra disciplina jurídica.
Conté disposicions que tracten de la promulgació, eficàcia, derogació i interpretació de les lleis i del Dret Internacional Privat. Aquestes disposicions no són privatives del Dret civil i és per això que alguns jutgen que no va haver d'haver-se-les incorporat al Codi.
A la resta de les seves disposicions regula les matèries que constitueixen el contingut bàsic del Dret Privat, és a dir: les persones, la seva condició i estat; la família, en el seu aspecte personal i patrimonial; l'atribució i el tràfic de béns.

## Estructura
Quant a la seva estructura, el Codi té un Títol Preliminar "De les lleis" i quatre llibres: 
- I) "De les persones",
- II) "Dels béns i del domini de propietat",
- III) "Dels modes d'obtenir el domini",
- IV) "De les Obligacions",

A més té un Títol Final i un apèndix al Títol Final que es va afegir el 1941. Els llibres se subdivideixen en títols, capítols i seccions.